# Coldstream (Kentucky)
Coldstream è un comune degli Stati Uniti d'America, situato nello Stato del Kentucky, nella contea di Jefferson.